# Zibelthiurdos
Zibelthiurdos (Zbelthiourdes, Zbelthourdos, Zbelsourdos, Zbeltiurdus, Svelsurdus) es un dios traciano del cielo, del rayo y de la lluvia, cuyo nombre se conocido principalmente por los monumentos epigráficos. La única referencia conocida a este dios hasta ahora en la literatura antigua es en el discurso de Cicerón contra Pizon, donde se le menciona con el nombre de Jovi Vrii (Iuppiter Urius). Según Cicerón, Júpiter Urius tenía el más antiguo y venerado de los templos bárbaros, que fue saqueado por los ejércitos invasores y provocó enfermedades de las que los afligidos nunca se recuperaron.
No hay suficiente información para sacar conclusiones claras sobre su culto, adoración o funciones. Las imágenes conservadas permiten relacionar a Zibelthiurdos con el antiguo dios griego Zeus el Tronador; se le representa sosteniendo un rayo en su mano derecha levantada, y a su derecha un águila con las alas desplegadas. Su nombre significa, especulativamente, "Portador del rayo" o "Tronador", pero no se sabe si Zibelthiurdos es su nombre o un epíteto. Ivan Duridanov indica que la palabra Zbel- está relacionada con el letón zibele, "rayo".
Se han encontrado santuarios de Zibelthiurdos cerca de la aldea de Golemo Selo en la región de Kyustendil -una zona habitada por la tribu tracia de los Dentellets-, así como cerca de la aldea de Kapitan Dimitrievo en la provincia de Pazardzhik. Su imagen fue descubierta en un relieve de la colina romana Esquilin, donde se le representa, junto con Yambadula, una figura de naturaleza poco clara.